# Angkor Wats historie
|  | Sammenskrivningsforslag Artiklen Angkor Wats historie er foreslået føjet ind i Angkor Wat. (Siden juni 2018) Diskutér forslaget |

Angkor Wats historie beskriver historien for templet Angkor Wat i Cambodja.

## Den hinduistiske tid
Det første design og konstruktion af templet fandt sted i den første halvdel af det 12. århundrede under Suryavarman 2.'s styre (regerede 1113 – ca. 1150). Det blev bygget som kongens hovedstad og statstempel indviet til Vishnu. De bygninger, der står i dag er statstemplet, idet verdslige bygninger blev bygget af forgængelige materialer. Nogle af basreliefferne er ikke gjort færdige og man formoder at arbejdet er stoppet ved kongens død. I 1177 blev Angkor plyndret af Chamriget, khmerrigets traditionelle fjende. Efterfølgende blev riget genrejst af en ny konge, Jayavarman 7., der etablerede en ny hovedstad og statstempel (henholdsvis Angkor Thom og Bayon) nogle få kilometer mod nord.

## Den buddhistiske tid
I det 14. eller 15. århundrede blev templet omdannet til theravadabuddhistisk brug, hvilket det stadig er. Efter omdannelsen blev tredjesalen og tårnene under Kong Satha (1576-1549) restaureret for at medvirke til at gøre buddhismen mere populær hos befolkningen. Angkor Wat er usædvanlig blandt templerne omkring Angkor, i og med det aldring blev helt forladt, selvom det blev forsømt efter det 16. århundrede. Noget af forklaringen på, at templet var beboet, kan sikkert findes i det faktum, at voldgraven virkede som et forsvar mod, at junglens vegetation overgroede templet.

## Den vestlige opdagelse
En af de første vestlige besøgende til stedet var Antonio da Magdalena, en portugisisk munk, der besøgte stedet i 1586 og udtalte at:
"...det er en så ekstraordinær konstruktion, at det ikke er muligt at beskrive den med en pen, især da den ikke er som nogen anden bygning i verden. Den har tårne og dekorationer og alle de raffinementer, som den menneskelige intelligens kan komme i tanker om".
En række andre vesterlændinge, japanere, kinesere og arabere besøgte templet i de følgende århundreder. Herunder japaneren Kenryo Shimano som tegnede en bemærkelsesværdig nøjagtig plan over Angkor Wat i 1630'erne. Templet blev dog først bredt kendt i vesten fra midten af det 19. århundrede gennem udgivelsen af den franske opdagelsesrejsende Henri Mouhots rejsenoter i 1857. Han skrev bl.a. om det:
"Et af disse templer — en rival til Salomons, og rejst af en oldgammel Michelangelo — tager muligvis en ærefuld plads ved siden af vores smukkeste bygninger. Det er mere storslået end noget efterladt af grækerne eller romerne og viser en trist kontrast til den tilstand af barbari, som nationen nu er sunket ned i."
Mouhot, som andre tidlige vestlige besøgende, var ude af stand til at fatte, at khmererne kunne have bygget templet og daterede det fejlagtigt til omkring samme tid som oldtidens Rom. Angkor Wats sande historie blev kun langsomt stykket sammen af stilistiske og epigrafiske beviser samlet under det rydnings- og restaureringsarbejde, der blev udført i hele Angkorområdet fra slutningen af det 19. århundrede.
Fra 1794-1907 var området under thailandsk kontrol, hvor restaureringsindsatsen ikke var så intensiv, men i 1907 fik franskmændene kontrollen over området. I 1908 blev organisationen Conservation d´Angkor dannet og der blev ansat en øverste ansvarlig for restaureringen samt tusindvis af hjælpere. For at kunne vise sig fra sin bedste side, krævede Angkor Wat omfattende restaurering, primært fjernelse af akkumuleret jord og vegetation. Rydningen af området omkring Angkor Wat foregik fra 1908-1911, hvorefter det egentlige restaureringsarbejde kunne begynde. Arbejdet blev i perioden 1936-1945 ledet af Maurice Glaize, som bl.a. skrev guidebogen Monumenterne i Angkor Gruppen, som stadig er den mest udbredte guidebog om Angkor. Arbejdet med at kortlægge og restaurere i hele Angkor-området fortsatte frem til 1972, hvor arbejdet blev afbrudt indtil 1990'erne af Khmer Rouges kontrol over landet og den efterfølgende borgerkrig.
Templet har ligesom de andre templer i området gennem århundreder været udsat for plyndringer og ødelæggelser. Bl.a. blev den senere franske kulturminister André Malraux udvist af Cambodja for at plyndre Angkor Wat i 1920'erne. De senere år er plyndringerne dog flyttet til fjernereliggende templer, og Angkor Wat er ikke så udsat længere.
Siden fredsaftalerne blev effektive i 1990'erne har Angkor Wat set en genoptagelse af indsatsen for at bevare templet og en massiv forøgelse af turismen og templet blev i 1992 en del af det UNESCO udnævnte verdensarvsområde Angkor.

## Templet i dag
Templet er i dag et symbol på Cambodja og er en kilde til stor national stolthed. En afbildning af Angkor Wat har været en del af alle Cambodjas nationalflag siden introduktionen af det første omkring 1863. I januar 2003 cirkulerede der et falskt rygte om, at en thailandsk sæbeoperastjerne havde hævdet, at Angkor Wat tilhørte Thailand. Dette medførte, at der udbrød optøjer i Phnom Penh, hvor der bl.a. blev sat ild til den thailandske ambassade.